# Osmoy-Saint-Valery

Osmoy-Saint-Valery este o comună în departamentul Seine-Maritime, Franța. În 1 ianuarie 2022 avea o populație de 313 de locuitori.